# Fort de Montbré
Le fort de Montbré est l'un des nombreux forts construits autour de Reims après 1870 dans le cadre de la ceinture fortifiée du système Séré de Rivières construite pour faire de la ville une place forte d'arrière.

## Historique
Il est d'une ampleur de trois hectares et fut construit à partir du premier octobre 1877 sur le territoire de la commune de Taissy. Il contrôlait le sud de Reims, la vallée de la Vesle et le débouché de la montagne de Reims. Son action défensive est renforcée par le fort de la Pompelle qu'il protège aussi par ses pièces de rempart.

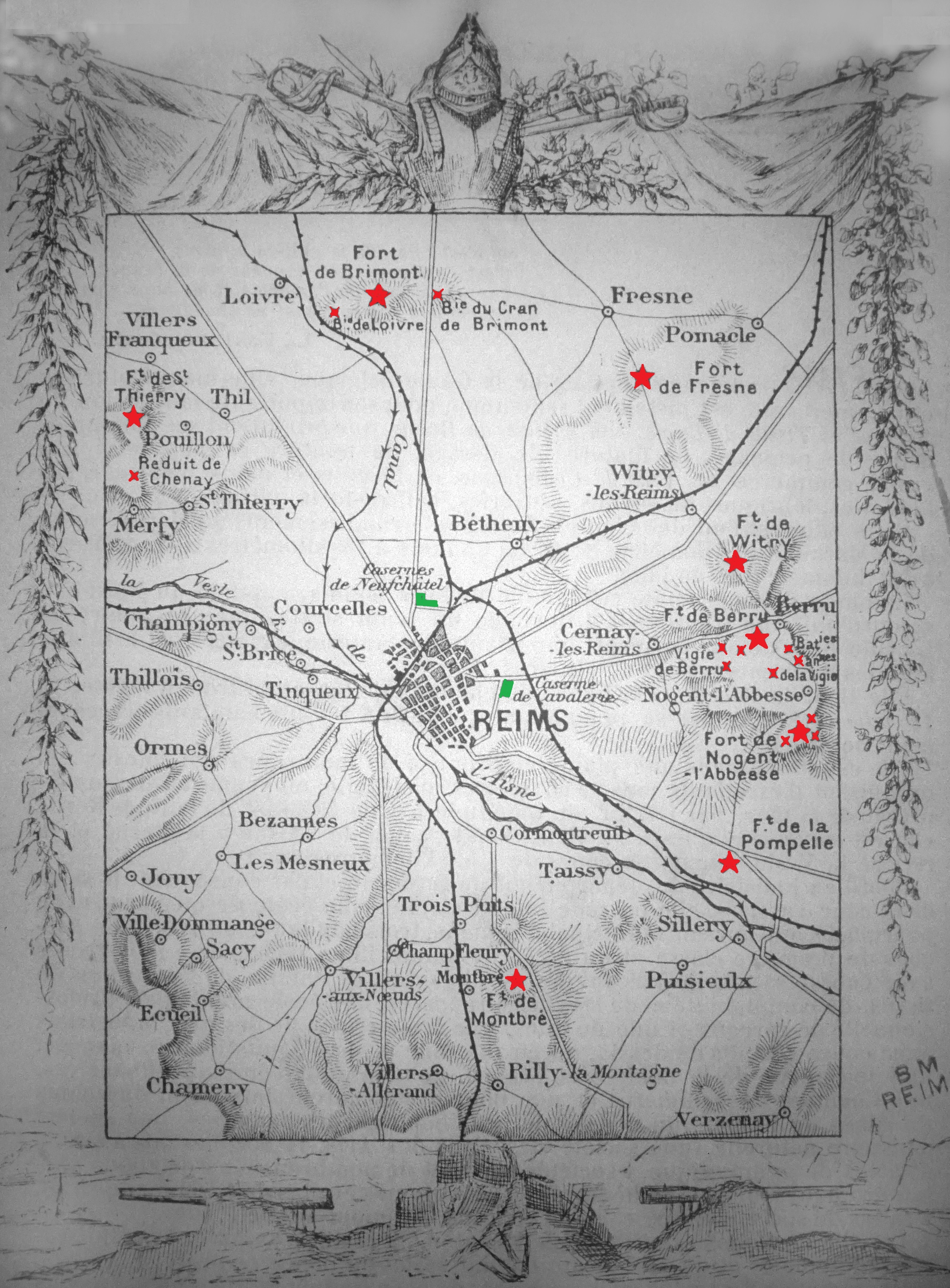
Ensemble des forts de protection de Reims.
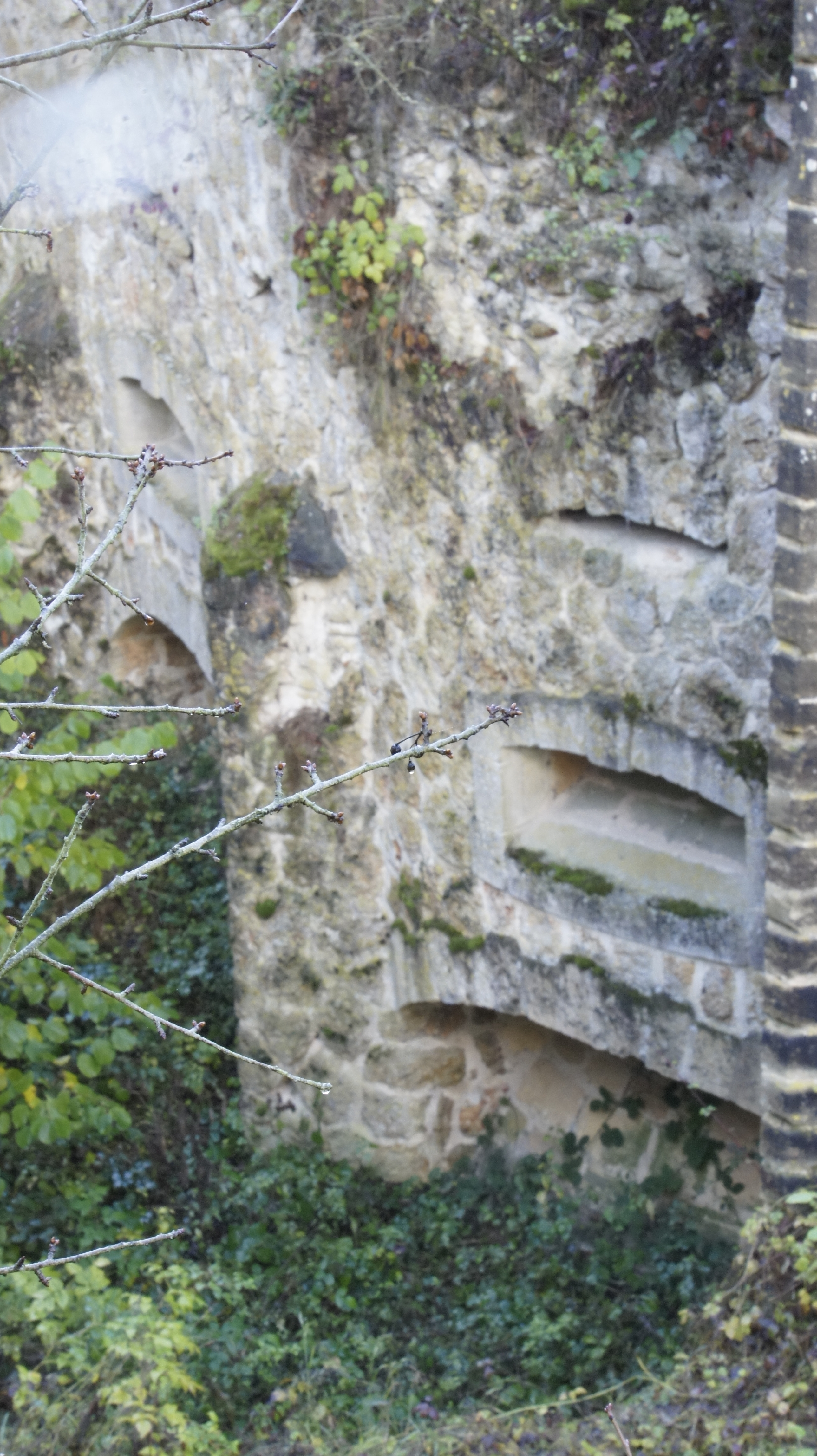
Fosse sèche.
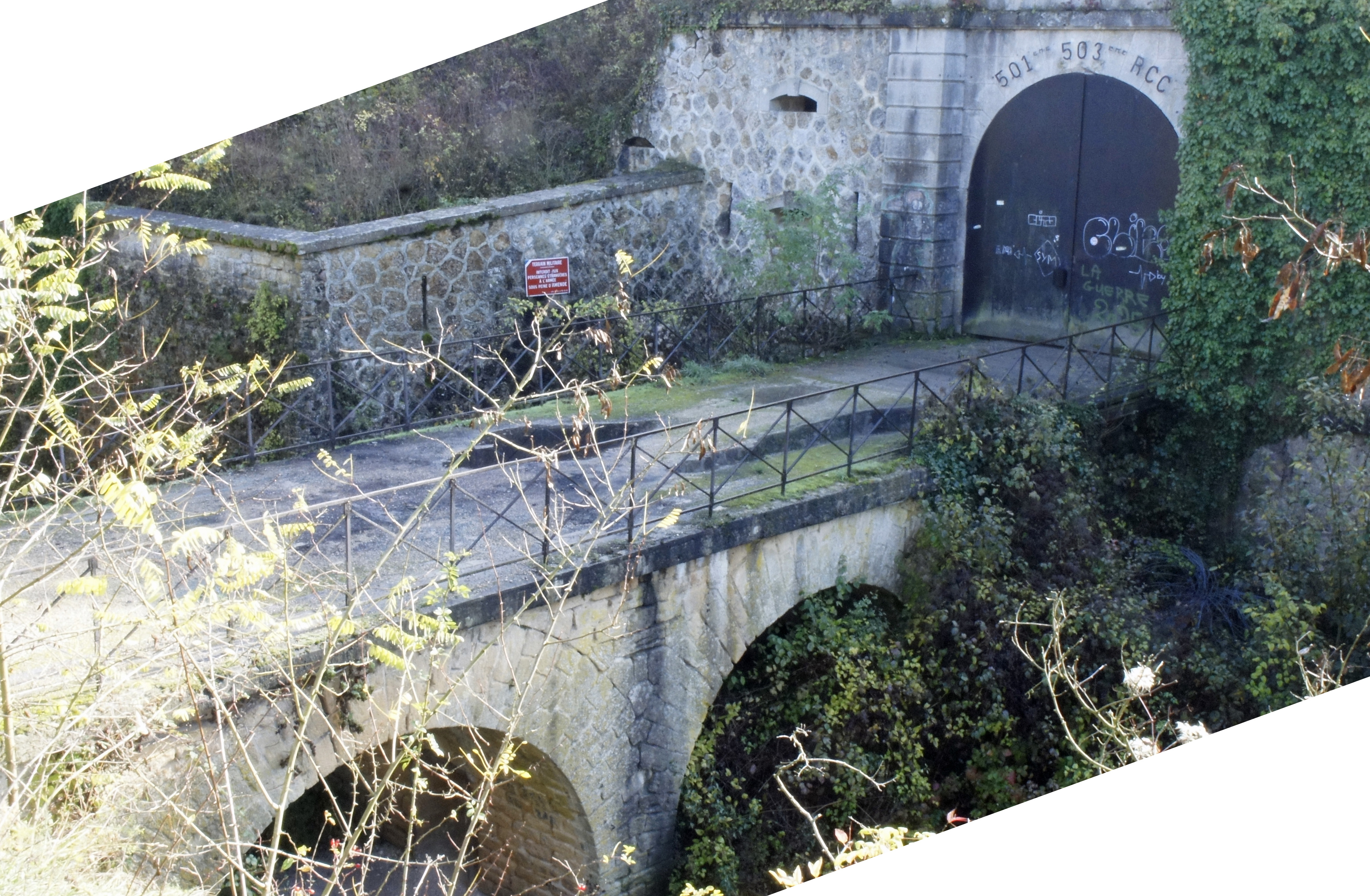
entrée principale.
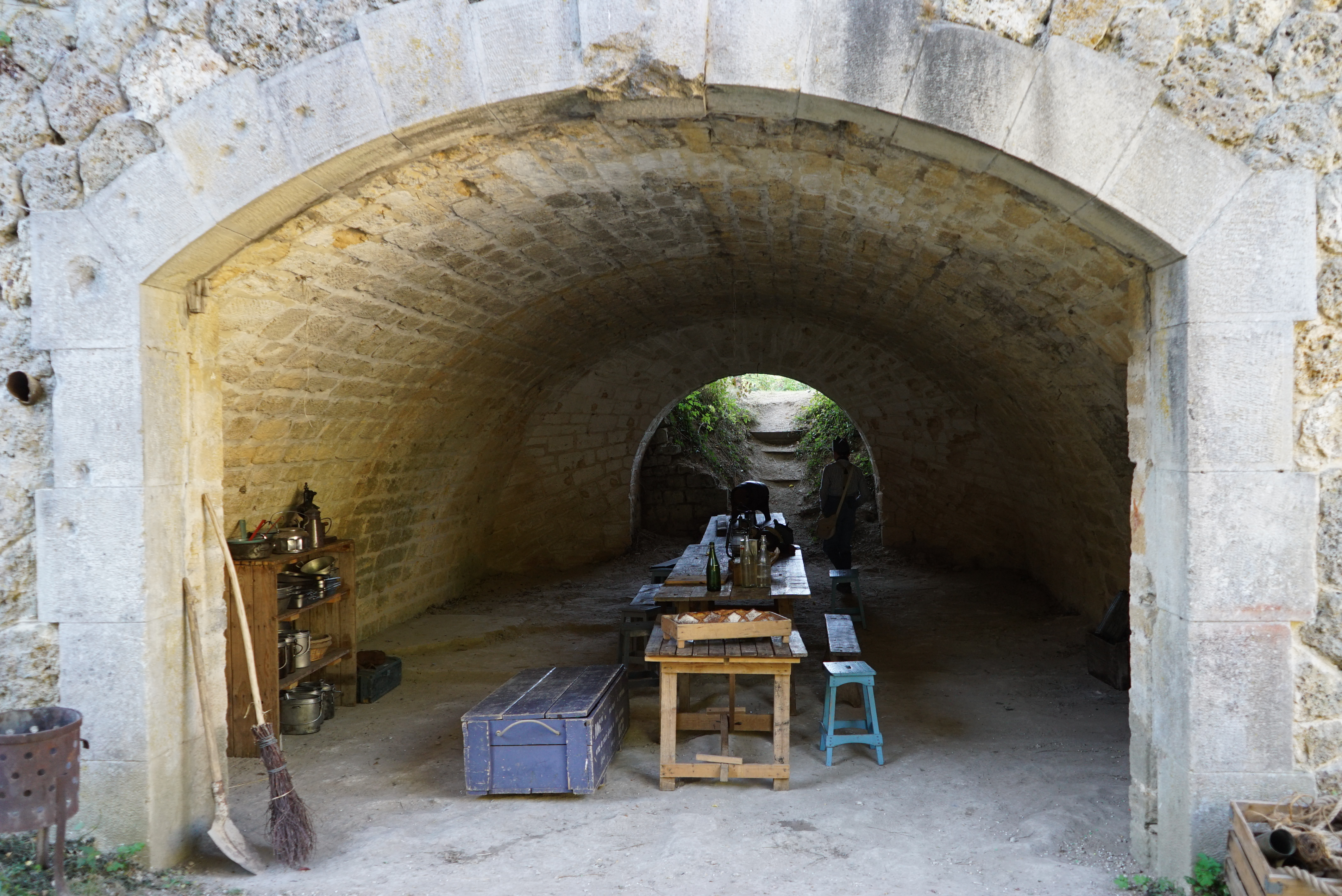
Abris lors des journées du patrimoine.

### Description
L'approbation du ministre est faite le 8 janvier 1877, l'achat des terrains se fait pour 18 000 francs et les travaux coûtèrent 1 367 000 F. Sur une forme de pentagone, le tir des pièces de rempart se faisait depuis des places de tir sur le sommet de l'ouvrage. Il était prévu pour une garnison de 313 hommes dont : treize officiers, douze sous-officiers, 288 soldats et avec une infirmerie d'une capacité de seize lits. Des écuries, deux magasins à poudre, un magasin de munitions, un four à pain et un puits.

### Déclassement

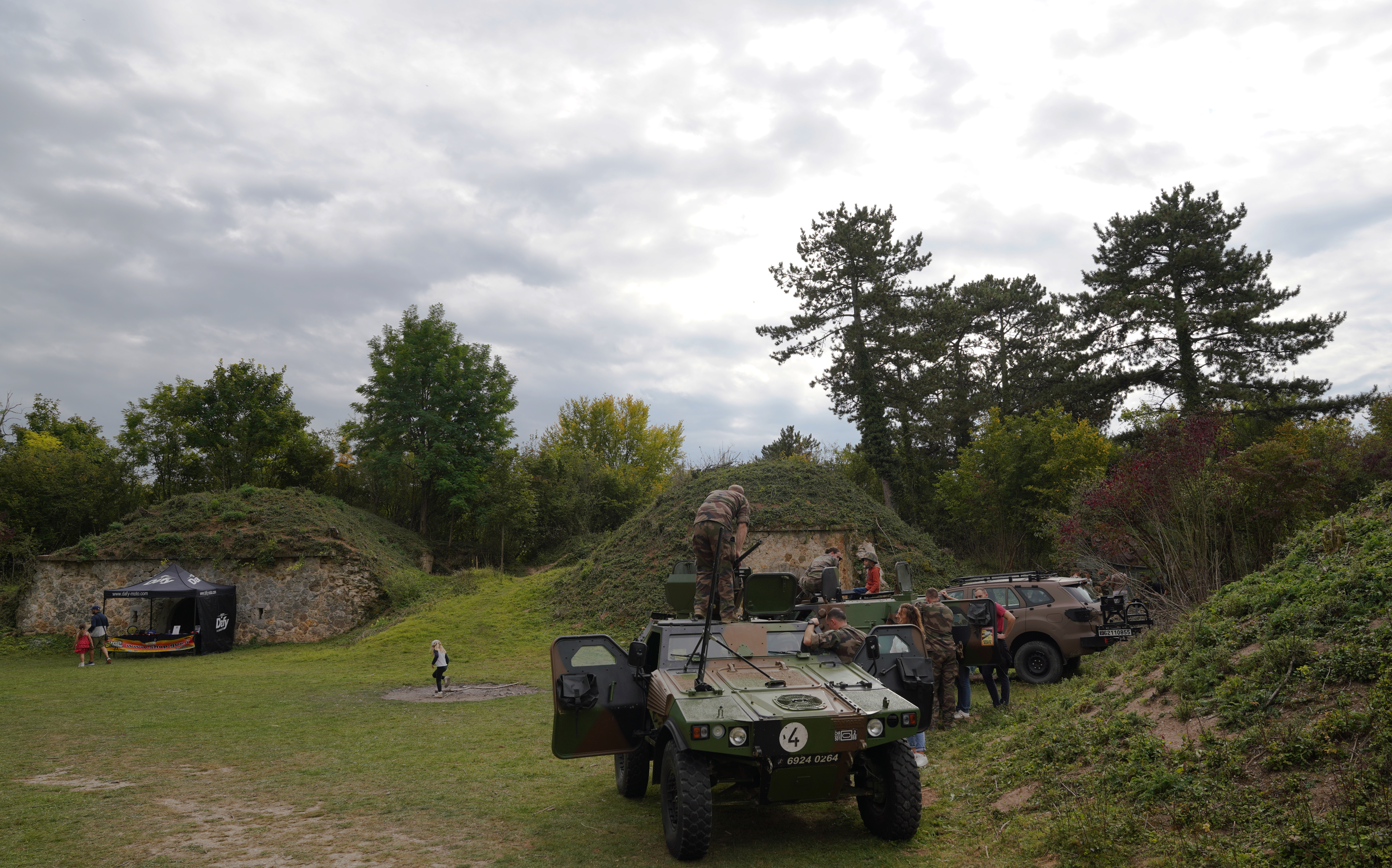
Le fort est ouvert lors des journées du patrimoine, ici le 501e.

Ce système fut rendu obsolète par les progrès des canons et poudres ; ne pouvant être modernisé comme les forts de Toul ou Verdun, la place fut démantelée dans les années 1910. Sa dernière affectation était un champ de manœuvres pour le 501/503e RCC.